# Paul Robinson
Paul Robinson (født 15. oktober 1979) er en engelsk tidligere fodboldmålmand. Han spillede de første mange år af sin karriere i Leeds United. I juni 2004 skiftede han til Tottenham Hotspur, hvor han forblev til 2008.
Paul Robinson nåede gennem karrieren at spille 46 kampe for Englands landshold.